# Thénac, Charente-Maritime

Thénac este o comună în departamentul Charente-Maritime, Franța. În 1 ianuarie 2022 avea o populație de 1.702 de locuitori.